# Сьвенцяново
Сьвенцяново (пол. Święcianowo) — село в Польщі, у гміні Малехово Славенського повіту Західнопоморського воєводства.
Населення — 468 осіб (2011).
У 1975-1998 роках село належало до Кошалінського воєводства.

## Демографія
Демографічна структура станом на 31 березня 2011 року:
|          | Загалом | Допрацездатний вік | Працездатний вік | Постпрацездатний вік |
| -------- | ------- | ------------------ | ---------------- | -------------------- |
| Чоловіки | 229     | 59                 | 151              | 19                   |
| Жінки    | 239     | 60                 | 141              | 38                   |
| Разом    | 468     | 119                | 292              | 57                   |